# جنسنغ ريشي الأوراق
جنسنغ ريشي الأوراق (الاسم العلمي:Panax bipinnatifidus) (بالإنجليزية: Feather-Leaf Ginseng)‏ هو نوع من النباتات يتبع جنس الجنسنغ من الفصيلة الأرالية.